# 蠆鬼
蠆鬼，是載於聊斋志异的〈蠍客〉，「蠆」是蛇、蠍等毒蟲的古稱，故事裡記載為有著人類的外型、黃色的頭髮和醜陋面容的鬼，南方有一商人每年買賣蠍子，某一年商人又到來，因心神不寧找間店家幫忙躲進大缸裡，隨後一位黃髮面似惡鬼的人走進店家要找賣蠍子的商人，找不到後便離開，店家主人打開大缸要商人出來，卻只發現血水。

## 参看
- 中国妖怪列表
- 虿盆